# Zygaena peschmerga
Zygaena peschmerga is een vlinder uit de familie van de bloeddrupjes (Zygaenidae). De wetenschappelijke naam van de soort is voor het eerst geldig gepubliceerd in 1981 door Eckweiler & Görgner.